# Der Übersteiger
Der Übersteiger ist ein Fanzine („Kampf- und Spaßblatt rund um den FC St. Pauli“). Als Nachfolger des „Millerntor Roar!“, dem ersten Fußball-Fanzine der Republik, informiert der Übersteiger seit August 1993 über den Fußballklub und den Stadtteil Sankt Pauli. Herausgeber des Übersteigers ist die Fan-Initiative St. Pauli Hamburg (FISH).
Von ehrenamtlichen Mitarbeitern werden vier bis sechs Ausgaben pro Saison mit einer Auflage von jeweils bis zu 5000 Exemplaren gedruckt. Das Magazin verfügt über 500 Abonnenten, zum Teil auch außerhalb Deutschlands.
Seit 1995 werden Artikel des Übersteigers auch regelmäßig in Auszügen im Internet veröffentlicht.

## Auszeichnungen
Der Übersteiger wurde 1998 und 2007 zum besten sowie 1999 und 2009 zum zweitbesten Fanzine bundesweit gekürt.